# USAC-Saison 1966
Die USAC-Saison 1966 war die 45. Meisterschaftssaison im US-amerikanischen Formelsport. Sie begann am 20. März in Phoenix und endete am 20. November ebenfalls in Phoenix. Mario Andretti sicherte sich wie im Vorjahr den Titel.

## Rennergebnisse
| Nr. | Datum         | Veranstaltung (Rennstrecke)                                          | Meilen | Sieger          | Siegerteam           |
| --- | ------------- | -------------------------------------------------------------------- | ------ | --------------- | -------------------- |
| 1   | 20. März      | Jimmy Bryan Memorial (Phoenix International Raceway) (O)             | 150    | Jim McElreath   | Brabham-Ford         |
| 2   | 24. April     | Trenton 150 (Trenton International Speedway) (O)                     | 102    | Rodger Ward     | Lola-Offenhauser     |
| 3   | 30. Mai       | International 500 Mile Sweepstakes (Indianapolis Motor Speedway) (O) | 500    | Graham Hill     | Lola-Ford            |
| 4   | 05. Juni      | Rex Mays Classic (The Milwaukee Mile) (O)                            | 100    | Mario Andretti  | Brawner Hawk-Ford    |
| 5   | 12. Juni      | Langhorne 100 (Langhorne Speedway) (O)                               | 100    | Mario Andretti  | Brawner Hawk-Ford    |
| 6   | 26. Juni      | Atlanta 300 (Atlanta Motor Speedway) (O)                             | 300    | Mario Andretti  | Brawner Hawk-Ford    |
| 7   | 04. Juli      | Pikes Peak Auto Hill Climb (BR)                                      | 12,42  | Bobby Unser     | Chevrolet            |
| 8   | 24. Juli      | Hoosier Grand Prix (Indianapolis Raceway Park) (P)                   | 150    | Mario Andretti  | Brawner Hawk-Ford    |
| 9   | 07. August    | Langhorne 150 (Langhorne Speedway) (O)                               | 150    | Roger McCluskey | Eagle-Ford           |
| 10  | 20. August    | Tony Bettenhausen Memorial (Illinois State Fairgrounds) (UO)         | 100    | Don Branson     | Watson-Offenhauser   |
| 11  | 27. August    | Tony Bettenhausen 200 (The Milwaukee Mile) (O)                       | 200    | Mario Andretti  | Brawner Hawk-Ford    |
| 12  | 05. September | Ted Horn Memorial (DuQuoin State Fairgrounds) (UO)                   | 100    | Bud Tingelstad  | Mesowski-Offenhauser |
| 13  | 10. September | Hoosier Hundred (Indiana State Fairgrounds) (UO)                     | 100    | Mario Andretti  | Kuzma-Ford           |
| 14  | 25. September | Trenton 200 (Trenton International Speedway) (O)                     | 200    | Mario Andretti  | Brawner Hawk-Ford    |
| 15  | 23. Oktober   | Golden State 100 (California State Fairgrounds) (UO)                 | 100    | Dick Atkins     | Watson-Offenhauser   |
| 16  | 20. November  | Bobby Ball Memorial (Phoenix International Raceway) (O)              | 200    | Mario Andretti  | Brawner Hawk-Ford    |

- Erklärung: O: Oval, UO: unbefestigtes Oval, BR: Bergrennen, P: permanente Rennstrecke

## Fahrer-Meisterschaft (Top 10)
| 1. | Mario Andretti  | 3070 |
| 2. | Jim McElreath   | 2430 |
| 3. | Gordon Johncock | 2050 |
| 4. | Joe Leonard     | 1275 |
| 5. | Al Unser        | 1260 |

| 6.  | Bobby Unser  | 1210 |
| 7.  | Don Branson  | 1135 |
| 8.  | Chuck Hulse  | 1030 |
| 9.  | Graham Hill  | 1000 |
| 10. | Billy Foster | 930  |